# Greater London
Greater London (englisch wörtlich Groß-London) ist eine der neun Regionen Englands. Als einzige dieser Regionen ist es zugleich eine Verwaltungseinheit. Diese wird von der Greater London Authority verwaltet. Es umfasst als Lokalverwaltungseinheiten die 32 London Boroughs und die City of London mit Sonderstatus. Die 32 London Boroughs bilden zugleich die zeremonielle Grafschaft Greater London, während die City of London eine eigene zeremonielle Grafschaft bildet.
Greater London hat eine Fläche von 1572 km² und hatte 2012 8.308.369 Einwohner. Sowohl zu administrativen als auch zu statistischen Zwecken wird es oft in Inner London und Outer London gegliedert, wobei die genaue Abgrenzung jedoch nicht immer dieselbe ist. Greater London ist wiederum ein Teil der Metropolregion London.
Die Greater London Authority existiert seit dem Jahre 2000 und besteht aus dem direkt gewählten Mayor of London (wörtlich Bürgermeister von London) als Exekutive und der London Assembly als Legislative. Mayor of London ist seit 2016 Sadiq Khan.

## Geschichte

Wappen des ehemaligen Greater London Council

Greater London wurde durch den London Government Act 1963 gebildet, der 1965 in Kraft trat. Durch ihn wurden das County of London, fast die gesamte Grafschaft Middlesex sowie Teile der Grafschaften Essex, Kent, Surrey und Hertfordshire zu einer neuen Verwaltungseinheit namens Greater London zusammengefügt und zugleich auf dessen Gebiet alle bisherigen Verwaltungseinheiten unterhalb der Grafschaftsebene mit Ausnahme der City of London aufgelöst und durch die neugeschaffenen 32 London Boroughs ersetzt. Zugleich wurde eine neue zeremonielle Grafschaft Greater London geschaffen, die jedoch im Unterschied zur Verwaltungseinheit die City of London nicht mit umfasste. Greater London umfasste danach alle bebauten Gebiete innerhalb des Grüngürtels.
Greater London hatte seitdem eine zweistufige Verwaltung: Einerseits den neugeschaffenen Greater London Council (GLC) für sein gesamtes Gebiet, andererseits die ebenso neugeschaffenen 32 London Borough councils für die 32 London Boroughs sowie die fortexistierende Corporation of London für die City of London.
Unter Premierministerin Margaret Thatcher wurde der GLC durch den Local Government Act 1985 mit Wirkung ab 1986 abgeschafft. Einige seiner Funktionen wurden an die Corporation of London und die 32 London Boroughs übertragen, andere direkt an die Zentralregierung.
Seit 1994 war Greater London eine der statistischen Regionen Englands, die zugleich zwischen 1994 und 2011 für administrative Zwecke der Zentralregierung Government Office Regions bildeten. Von 1999 bis 2020 waren diese Regionen zugleich NUTS 1-Regionen der EU-Statistik und Listenwahlkreise für die Wahlen zum Europäischen Parlament.
Unter der Labour-Regierung von Tony Blair wurde nach einem 1998 abgehaltenen Referendum durch den Greater London Authority Act 1999 mit Wirkung ab 2000 die Greater London Authority geschaffen, bestehend aus der London Assembly und dem Mayor of London. Seither hat Greater London wieder eine einheitliche Verwaltung.
Die Bürgermeisterwahlen 2000 und 2004 gewann beide Ken Livingstone, der der letzte Vorsitzende des GLC gewesen war. Dieser wurde bei den Wahlen 2008 von Boris Johnson von der Conservative Party abgelöst, der 2012 im Amt bestätigt wurde. 2016 wurde Sadiq Khan (Labour) gewählt. In der London Assembly waren bis zur Wahl 2012 die Konservativen die stärkste Partei, 2000 bis 2004 hielt die Labour Party die gleiche Zahl an Sitzen, hatte allerdings etwas weniger Stimmen erhalten. Seit 2012 stellt Labour die stärkste Fraktion.

## Gliederung

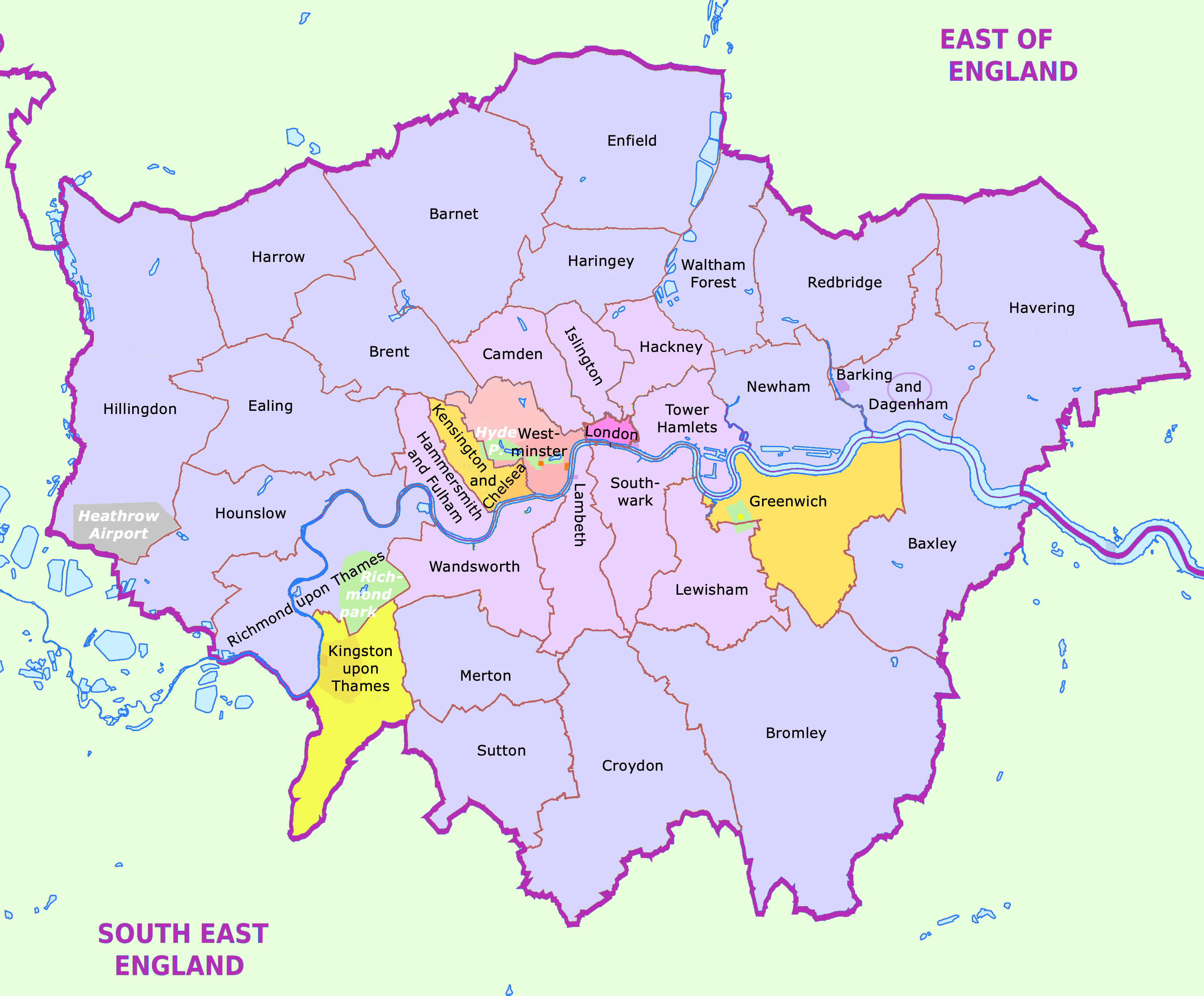
Die London Boroughs (Royal Boroughs gelb, City of Westminster rot) und die City of London

Greater London umfasst folgende Verwaltungsbezirke (in Klammern die Einwohnerzahl, Stand: UK Census, 2001):
1. City of London (7.185)

London Boroughs:
1. City of Westminster (181.286)
2. Kensington and Chelsea (158.919)
3. Hammersmith and Fulham (165.242)
4. Wandsworth (260.380)
5. Lambeth (266.169)
6. Southwark (244.866)
7. Tower Hamlets (196.106)
8. Hackney (202.824)
9. Islington (175.797)
10. Camden (198.020)
11. Brent (263.464)
12. Ealing (300.948)
13. Hounslow (212.341)
14. Richmond upon Thames (172.335)
15. Kingston upon Thames (147.273)
16. Merton (187.908)
17. Sutton (179.768)
18. Croydon (330.587)
19. Bromley (295.532)
20. Lewisham (248.922)
21. Greenwich (214.403)
22. Bexley (218.307)
23. Havering (224.248)
24. Barking and Dagenham (163.944)
25. Redbridge (238.635)
26. Newham (243.891)
27. Waltham Forest (218.341)
28. Haringey (216.507)
29. Enfield (273.559)
30. Barnet (314.564)
31. Harrow (206.814)
32. Hillingdon (243.006)

## Wirtschaft

Londons Skyline bei Sonnenuntergang über der Themse

Im Vergleich mit dem BIP der EU ausgedrückt in Kaufkraftstandards erreicht die Region einen Index von 184 (EU-28=100) (2015).